# روات، مری
روات (به انگلیسی: Rawat) یک منطقهٔ مسکونی در پاکستان است که در ناحیه راولپندی واقع شده‌است. روات ۹٬۱۷۲ نفر جمعیت دارد.